# TV8 (Moldavsko)
TV8 (dříve TV7) je nezisková televizní stanice se sídlem v Kišiněvě v Moldavsku. Vlastníkem je veřejné sdružení "Media Alternativa", jehož výkonnou ředitelkou je Natalia Morariová. TV8 používá programovou strategii mezinárodních filmů a televizních pořadů, stejně jako místních talk show a zpravodajství. V roce 2017 převedl tehdejší majitel kanálu Chiril Lucinschi své vlastnictví na "Media Alternativa". Po tomto převodu se TV7 rebrandovala na TV8.

## Současné programy
- Știri cu Angela Gonța (česky Aktuality s Angelou Gonțou) je hlavní zpravodajská relace v rumunštině, která se vysílá ve všední dny v 19:00.
- Новости с Яной Степаненко (česky Aktuality s Janou Stěpaněnkoum) a Новости с Ириной Стряпко (česky Aktuality s Irinou Strjapkovou) jsou hlavní ruskojazyčné zpravodajské pořady stanice, které se vysílají ve všední dny ve 22:45 hodin.
- Cutia Neagră (česky Černá krabice) je talk show zaměřená na korupci s prvky investigativní žurnalistiky. Pořad moderuje Mariana Rață a vysílá se každé pondělí ve 21:30.
- Întreabă Ghețu (česky Ghețu se ptá) je talk show moderátorky Natalie Ghețuové, která se vysílá každý pátek ve 21:30. Témata, o nichž se diskutuje, obvykle zahrnují důležité politické a společenské události.
- Dincolo de Nistru (česky Za Dněstrem) je dokumentární seriál o životě obyvatel Podněstří. Moderují ho Viorica Tătaru a Andrei Captarenco a vysílá se každou neděli v 10:45.
- Efect 9.6 (česky Efekt 9.6) je pořad o sociálních konfliktech v Moldavsku. Moderuje ho Angelica Frolovová a vysílá se v sobotu v 11:20.
- Corupția în Vizor (česky Korupce na dohled) je pořad, který vznikl v rámci projektu „Mobilizace občanské společnosti pro monitorování veřejné integrity a protikorupčních aktivit v Moldavsku" realizovaného moldavskou pobočkou Transparency International a financovaného Velvyslanectvím Spojených států amerických v Moldavsku. Pořad moderuje Sergiu Niculiță a vysílá se v sobotu v 17:00 hodin.
- Iubește viața (česky Život v lásce) je pořad o autentických a dramatických životních příbězích různých lidí. Moderuje ho Tatiana Granciuc a vysílá se ve všední dny v 16:45.

## Ocenění a uznání
- 2020: TV8 byla jako jediná televize zařazena do Bílé knihy moldavských masmédií, kterou vydalo Nezávislé novinářské centrum.[2]

- 2020: Výkonná ředitelka sítě Natalia Morari získala cenu „Příběhy o nespravedlnosti", kterou uděluje česká nevládní organizace Člověk v tísni za propagaci demokratických hodnot.[3]

- 2019: Síť získala Národní cenu za novinářskou etiku a deontologii, kterou uděluje Tisková rada Moldavska.[4]

## Hodnocení
Podle průzkumu provedeného mezi 16. listopadem 2019 a 8. prosincem 2019 na objednávku Mezinárodního republikánského institutu považovalo TV8 za nejdůvěryhodnější kanál pro politické informace 13 % respondentů z celé země a 15 % respondentů z Kišiněva (páté místo). Kromě toho 18 % celostátních respondentů a 26 % respondentů z Kišiněva uvedlo, že tento kanál sledují kvůli politickým informacím (šesté místo).